# Гебхард I фон Валдбург
Гебхард I фон Валдбург (на немски: Gebhard I. von Waldburg; Gebhard Truchseß von Waldburg-Trauchburg; * 10 ноември 1547; † 31 май 1601, Щрасбург) е фрайхер на Валдбург, Трушсес фон Валдбург-Траухбург, католически архиепископ и курфюрст на Кьолн (1580 – 1583), като Гебхард II херцог на Вестфалия (1577 – 1583), ерцканцлер за Италия. Той предизвиква така наречената „Трушсеска война“ или също „Кьолнска война“ (1583 – 1588).

## Живот
Син е на фрайхер и трушес Вилхелм Млади фон Валдбург-Траухбург (1518 – 1566), императорски съветник и кемерер, и съпругата му графиня Йохана фон Фюрстенберг (1529 – 1589), дъщеря на граф Фридрих III фон Фюрстенберг (1496 – 1559) и графиня Анна фон Верденберг-Хайлигенберг (ок. 1510 – 1554).
Чичо му Ото фон Валдбург (1514 – 1573), епископ на Аугсбург (1543 – 1573) и кардинал, поема през 1558 г. задачата да възпитава Гебхард. Той следва в университетите Дилинген, Инголщат, Льовен и Перуджа. Чрез чичо си той получава служба в Аугсбург, Кьолн и Щрасбург.
Гебхард I става катедрален домхер в Аугсбург (1560 – 1584), в Кьолн (1561 – 1577), каноник в „Св. Гереон“ в Кьолн (1562 – 1567), домхер в Щрасбург (1567), каноник в Елванген (1567 – 1583), домхер във Вюрцбург (1569 – 1570), домдекант в Щрасбург (1571 – 1601), домпропст в Аугсбург (1576 – 1580), архиепископ на Кьолн (1580 – 1583).
Гебхард I се влюбва в Агнес фон Мансфелд-Айзлебен (* 1551; † 1637), наричана „Красивата Мансфедка“, дъщеря на граф Йохан Георг I фон Мансфелд-Айзлебен († 1579) и съпругата му Катарина фон Мансфелд-Хинтерорт († 1582). Тя е протестантска канонистка в манастира „Гересхайм“ (днес част от град Дюселдорф). Заради нея той става през декември 1582 г. протестант и на 2 февруари 1583 г. в Бон двамата се женят. Гебхард I загубва така правата си в архиепископството. Папата го отлъчва от църквата. Това предизвиква така наречената „Трушсеска война“ или също „Кьолнска война“ (1583 – 1588). Двамата трябва да бягат из Германия. Гебхард се отказва от борбата през 1589 г. и се установяват се в Щрасбург. Той става евангелийски катедрален декан в двора на херцог Фридрих I фон Вюртемберг.
Бракът му остава бездетен. Гебхард определя в завещанието си херцог Фридрих I фон Вюртемберг, заради добрините му, за свой наследник и му дава задачата да се грижи и пази вдовицата му. Той умира на 21 март 1601 г. в Щрасбург и е погребан там в катедралата.
По-късно животът на Гебхард I фон Валдбург и връзката му с Агнес фон Мансфелд-Айзлебен е материал за разкази и романи и до днес се изследва исторически (виж Литература).
- Агнес фон Мансфелд-Айзлебен
- Архиепископ Гебхард I фон Валдбург фон Кьолн